# Aurèle Amenda
Aurèle Florian Amenda (Bienne, 31 luglio 2003) è un calciatore svizzero, difensore dell'Eintracht Francoforte e della nazionale Under-21 svizzera.

## Carriera

### Club
Cresciuto nel settore giovanile dello Young Boys, il 21 dicembre 2021 firma il primo contratto professionistico con i giallo-neri, valido fino al 2025. Esordisce in prima squadra il 13 febbraio 2022, nella partita di campionato vinta per 3-1 contro il Basilea.
Nell'estate del 2024 passa all'Eintracht Francoforte.

### Nazionale
Nel 2023 è stato convocato, dalla nazionale Under-21 svizzera, per l'Europeo di categoria.
Il 15 novembre 2024 esordisce in nazionale maggiore nel pareggio interno in Nations League contro la Serbia (1-1).

## Statistiche

### Presenze e reti nei club
Statistiche aggiornate al 28 settembre 2023.
| Stagione        | Squadra         | Campionato      | Campionato | Campionato | Coppe nazionali | Coppe nazionali | Coppe nazionali | Coppe continentali | Coppe continentali | Coppe continentali | Altre coppe | Altre coppe | Altre coppe | Totale | Totale | Totale |
| Stagione        | Squadra         | Comp            | Pres       | Reti       | Comp            | Pres            | Reti            | Comp               | Pres               | Reti               | Comp        | Pres        | Reti        | Pres   | Reti   |        |
| --------------- | --------------- | --------------- | ---------- | ---------- | --------------- | --------------- | --------------- | ------------------ | ------------------ | ------------------ | ----------- | ----------- | ----------- | ------ | ------ | ------ |
| gen.-giu. 2022  | Young Boys      | SL              | 4          | 0          | CS              | 0               | 0               | UCL                | -                  | -                  | -           | -           | -           | 4      | 0      |        |
| 2022-2023       | Young Boys      | SL              | 16         | 0          | CS              | 4               | 0               | UECL               | 2                  | 0                  | -           | -           | -           | 22     | 0      |        |
| 2023-2024       | Young Boys      | SL              | 5          | 0          | CS              | 1               | 0               | UCL                | 1                  | 0                  | -           | -           | -           | 7      | 0      |        |
| Totale carriera | Totale carriera | Totale carriera | 25         | 0          |                 | 5               | 0               |                    | 3                  | 0                  |             | -           | -           | 33     | 0      |        |

### Cronologia presenze e reti in nazionale
| Cronologia completa delle presenze e delle reti in nazionale ― Svizzera | Cronologia completa delle presenze e delle reti in nazionale ― Svizzera | Cronologia completa delle presenze e delle reti in nazionale ― Svizzera | Cronologia completa delle presenze e delle reti in nazionale ― Svizzera | Cronologia completa delle presenze e delle reti in nazionale ― Svizzera | Cronologia completa delle presenze e delle reti in nazionale ― Svizzera | Cronologia completa delle presenze e delle reti in nazionale ― Svizzera | Cronologia completa delle presenze e delle reti in nazionale ― Svizzera |
| Data                                                                    | Città                                                                   | In casa                                                                 | Risultato                                                               | Ospiti                                                                  | Competizione                                                            | Reti                                                                    | Note                                                                    |
| ----------------------------------------------------------------------- | ----------------------------------------------------------------------- | ----------------------------------------------------------------------- | ----------------------------------------------------------------------- | ----------------------------------------------------------------------- | ----------------------------------------------------------------------- | ----------------------------------------------------------------------- | ----------------------------------------------------------------------- |
| 15-11-2024                                                              | Zurigo                                                                  | Svizzera                                                                | 1 – 1                                                                   | Serbia                                                                  | UEFA Nations League 2024-2025 - 1º turno                                | -                                                                       |                                                                         |
| 25-3-2025                                                               | San Gallo                                                               | Svizzera                                                                | 3 – 1                                                                   | Lussemburgo                                                             | Amichevole                                                              | -                                                                       | 82’ 87’                                                                 |
| 7-6-2025                                                                | Salt Lake City                                                          | Messico                                                                 | 2 – 4                                                                   | Svizzera                                                                | Amichevole                                                              | -                                                                       |                                                                         |
| 10-6-2025                                                               | Nashville                                                               | Stati Uniti                                                             | 0 – 4                                                                   | Svizzera                                                                | Amichevole                                                              | -                                                                       | 72’ 90’                                                                 |
| Totale                                                                  |                                                                         | Presenze                                                                | 4                                                                       |                                                                         | Reti                                                                    | 0                                                                       |                                                                         |

| Cronologia completa delle presenze e delle reti in nazionale ― Svizzera under 21 | Cronologia completa delle presenze e delle reti in nazionale ― Svizzera under 21 | Cronologia completa delle presenze e delle reti in nazionale ― Svizzera under 21 | Cronologia completa delle presenze e delle reti in nazionale ― Svizzera under 21 | Cronologia completa delle presenze e delle reti in nazionale ― Svizzera under 21 | Cronologia completa delle presenze e delle reti in nazionale ― Svizzera under 21 | Cronologia completa delle presenze e delle reti in nazionale ― Svizzera under 21 | Cronologia completa delle presenze e delle reti in nazionale ― Svizzera under 21 |
| Data                                                                             | Città                                                                            | In casa                                                                          | Risultato                                                                        | Ospiti                                                                           | Competizione                                                                     | Reti                                                                             | Note                                                                             |
| -------------------------------------------------------------------------------- | -------------------------------------------------------------------------------- | -------------------------------------------------------------------------------- | -------------------------------------------------------------------------------- | -------------------------------------------------------------------------------- | -------------------------------------------------------------------------------- | -------------------------------------------------------------------------------- | -------------------------------------------------------------------------------- |
| 28-3-2023                                                                        | Basilea                                                                          | Svizzera under 21                                                                | 2 – 1                                                                            | Israele under 21                                                                 | Amichevole                                                                       | -                                                                                | 64’                                                                              |
| 28-6-2023                                                                        | Cluj-Napoca                                                                      | Svizzera under 21                                                                | 1 – 4                                                                            | Francia under 21                                                                 | Europeo Under-21 2023 - 1º turno                                                 | -                                                                                |                                                                                  |
| 1-7-2023                                                                         | Bucarest                                                                         | Spagna under 21                                                                  | 2 – 1 dts                                                                        | Svizzera under 21                                                                | Europeo Under-21 2023 - Quarti di finale                                         | -                                                                                | 118’                                                                             |
| 12-9-2023                                                                        | Turku                                                                            | Finlandia under 21                                                               | 1 – 2                                                                            | Svizzera under 21                                                                | Qual. Europeo Under-21 2025                                                      | -                                                                                | 90+1’                                                                            |
| 13-10-2023                                                                       | Losanna                                                                          | Svizzera under 21                                                                | 4 – 2                                                                            | Montenegro under 21                                                              | Qual. Europeo Under-21 2025                                                      | -                                                                                |                                                                                  |
| 17-10-2023                                                                       | Erevan                                                                           | Finlandia under 21                                                               | 0 – 0                                                                            | Svizzera under 21                                                                | Qual. Europeo Under-21 2025                                                      | -                                                                                |                                                                                  |
| 17-11-2023                                                                       | Neuchâtel                                                                        | Svizzera under 21                                                                | 5 – 0                                                                            | Armenia under 21                                                                 | Qual. Europeo Under-21 2025                                                      | -                                                                                |                                                                                  |
| 21-11-2023                                                                       | Neuchâtel                                                                        | Svizzera under 21                                                                | 2 – 2                                                                            | Romania under 21                                                                 | Qual. Europeo Under-21 2025                                                      | -                                                                                |                                                                                  |
| 26-3-2024                                                                        | Tirana                                                                           | Albania under 21                                                                 | 1 – 3                                                                            | Svizzera under 21                                                                | Qual. Europeo Under-21 2025                                                      | -                                                                                |                                                                                  |
| 6-9-2024                                                                         | Losanna                                                                          | Svizzera under 21                                                                | 1 – 2                                                                            | Albania under 21                                                                 | Qual. Europeo Under-21 2025                                                      | -                                                                                |                                                                                  |
| 10-9-2024                                                                        | Podgorica                                                                        | Montenegro under 21                                                              | 0 – 2                                                                            | Svizzera under 21                                                                | Qual. Europeo Under-21 2025                                                      | 1                                                                                | 61’                                                                              |
| 11-10-2024                                                                       | Lucerna                                                                          | Svizzera under 21                                                                | 1 – 1                                                                            | Finlandia under 21                                                               | Qual. Europeo Under-21 2025                                                      | -                                                                                |                                                                                  |
| 15-10-2024                                                                       | Bucarest                                                                         | Romania under 21                                                                 | 3 – 1                                                                            | Svizzera under 21                                                                | Qual. Europeo Under-21 2025                                                      | -                                                                                |                                                                                  |
| Totale                                                                           |                                                                                  | Presenze                                                                         | 13                                                                               |                                                                                  | Reti                                                                             | 1                                                                                |                                                                                  |

## Palmarès

### Club

#### Competizioni nazionali
- Campionato svizzero: 2

Young Boys: 2022-2023, 2023-2024
- Coppa Svizzera: 1

Young Boys: 2022-2023